# Jan Lewicki (urzędnik)

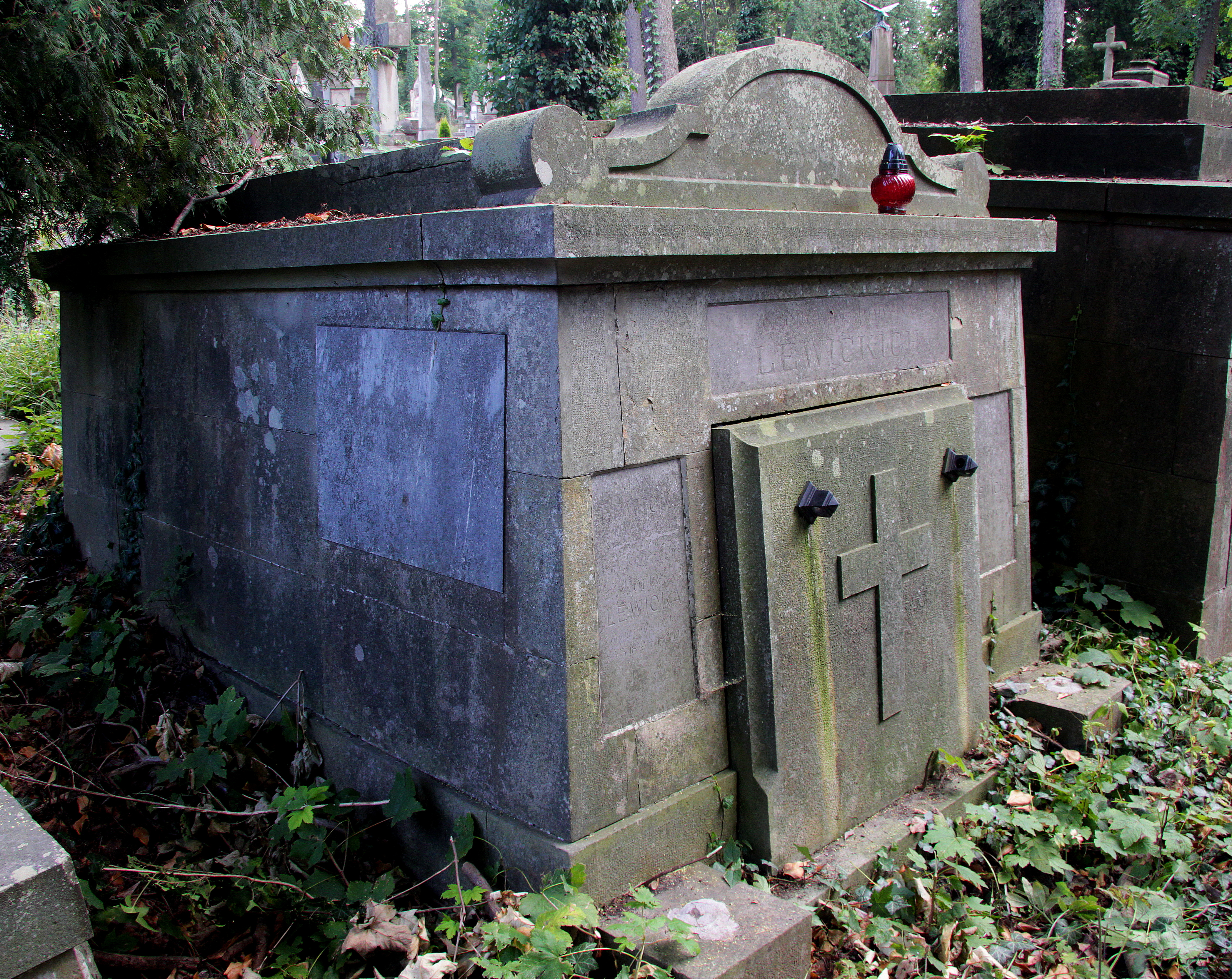
grób Jana Lewickiego

Jan Lewicki herbu Rogala (ukr. Іван Левицький; ur. 1843, zm. 15 stycznia 1908 we Lwowie) – austriacki urzędnik, nauczyciel, działacz oświatowy narodowości polskiej pochodzenia ruskiego. Profesor gimnazjalny od ok. 1876, a następnie od 1889 inspektor szkół średnich w C. K. Radzie Szkolnej Krajowej w Galicji Wschodniej.

## Życiorys
Jan Lewicki urodził się w rodzinie ruskiej. Jego ojcem był ksiądz greckokatolicki Michał Lewicki (ur. w 1802, metryka w Kaplińcach), paroch we wsi Rakowcu obok Horodenki (m.in. w latach 1843, 1844), krewnym zaś Michał Lewicki, greckokatolicki arcybiskup lwowski, biskup przemyski, kardynał, Prymas Galicji i Lodomerii. Po ukończeniu Gimnazjum przy klasztorze OO. Bazylianów w Buczaczu rozpoczął studia na Uniwersytecie Lwowskim. W trakcie studiów wziął udział w Powstaniu styczniowym. Po rozbiciu oddziałów powstańczych został osadzony w Cytadeli we Lwowie. 
Po ukończeniu studiów podjął pracę w C. K. Gimnazjum wyższym w Przemyślu. Jako zastępca nauczyciela w tej szkole wzmiankowany w latach 1869, 1870, 1871, 1872, 1873. W latach szkolnych 1874/1875, 1875/1876, 1876/1877 pracował na stanowisku nauczyciela, uczył języków łacińskiego, greckiego, polskiego i ruskiego. W roku szkolnym 1877/1878 pracował na stanowisku profesora. Według wydawanych drukiem sprawozdań „c. k. Gimnazyum wyższego” (obecnie I Liceum Ogólnokształcące im. Juliusza Słowackiego w Przemyślu) uczył języków: łacińskiego, greckiego, polskiego i ruskiego. W roku szkolnym 1887/1888 wzmiankowany jako profesor C. K. IV Wyższym Gimnazjum we Lwowie, powołany do tymczasowej służby w Ministerstwie wyznań i oświecenia (reskrypt Ministra W. i O. z 22 października 1887 l. 1518, Rozporządzenie Rady Szkolnej krajowej z 27 października 1887 l. 703J Pr. Rsk.). 
Jako nauczyciel C. K. Gimnazjum Przemyskiego, oświadczył się przeciw utworzeniu pierwszych paralelek ruskich, przeczuwając, że staną się one rozsadnikiem zgubnego separatyzmu. Na zdanie Jana Lewickiego powoływał się w Sejmie Krajowym ks. Sapieha podczas debaty szkolnej w 1885.
W 1889 objął we Lwowie stanowisko inspektora szkół średnich C. K. Rady Szkolnej Krajowej w Galicji Wschodniej.
Jan Lewicki zmarł 15 stycznia 1908 we Lwowie. Został pochowany w rodzinnym grobowcu na Cmentarzu Łyczakowskim we Lwowie.

## Życie prywatne
Żona Jana Lewickiego, Zofia z domu Zatońska (ur. 4.03.1847, zm. 18.02.1915 w Wiedniu) - udzielała się aktywnie w licznych organizacjach kobiecych we Lwowie. Została pochowana w grobowcu rodzinnym na Cmentarzu Łyczakowskim. 
Ich syn, Jan Welisław, doktor nauk prawnych, był prezesem Związku Polaków w Austrii „Strzecha”, długoletnim szefem Kancelarii Cywilnej cesarza Franciszka Józefa I i jego osobistym doradcą .

## Tytuły i wyróżnienia
- Krajowy Inspektor Szkół Średnich (1889)[4].
- Honorowy Obywatel Buczacza (1899)[4].
- Order Korony Żelaznej III klasy (1901)[4].
- Odznaka „Pro Ecclesia et Pontifice”[4].
- Medal Honorowy za 40-letnią służbę[4].
- Radca Dworu[4].